# Нудл
Нудл (англ. Noodle — «лапша») — вымышленный музыкант-гитарист, участница виртуальной группы Gorillaz. Как и другие члены группы, была придумана Деймоном Албарном и Джейми Хьюлеттом в 1998 году.

## Рождение образа
В октябре 2014 года группа раскрыла некоторые подробности рождения образа в посте на блоге plasticbeeach на Tumblr, процитировав Джейми Хьюлетта:

 Когда я придумывал Нудл, я рисовал что-то вроде семнадцатилетних девушек с гитарами, а Деймон сказал: «Ты всё время рисуешь одно и то же, почему бы не нарисовать что-то другое?» Тогда я нарисовал десятилетнюю девочку, и, кажется, это сработало.
Оригинальный текст (англ.)When I was inventing Noodle I was drawing, sort of, seventeen year old girls with guitars, and Damon said, “You’re always drawing stuff like that, why don’t you do something different?” And so, I just drew a ten year old and it seem to work.

## Биография
Нудл родилась 31 октября 1990 года в Осаке, Япония. В возрасте 10 лет она прибыла на порог дверей Gorillaz в коробке FedEx после того, как они разместили объявление о поиске гитариста для их бэнда. Она знала по-английски только слово «лапша» (англ. noodle, также переводится как «балда»), поэтому её так и начали называть — Нудл. Вскоре она привыкла к Англии, и была принята в Gorillaz как последний, четвёртый участник — гитарист.

### Смерть героини
Нудл, живущая на летающем острове, погибает в клипе «El Mañana» (2006). В интервью MTV автор проекта, Деймон Албарн, описывает это событие так:

Она на острове из клипа «Feel Good», который является воплощением свободы духа, и который сбивают чёрные вертолёты. Поскольку Нудл находится на острове, она падает в языках пламени в бездну. Это подходит (клипу), поскольку в песне поётся о конце чего-то. Но в ней также есть надежда… Может быть, в будущем случится что-то хорошее.
Оригинальный текст (англ.)She’s on the island from the ’Feel Good’ video — which represents mental freedom — and in the end it gets blown out of the sky by black helicopters,” Albarn said. “And Noodle is on the island, and she goes down in a ball of flames into the abyss. And it’s fitting because the song is about the end of something. But it’s got some hope in it. … Maybe in time something good will happen.
В том же интервью Албарн намекнул на то, что героиня может появиться снова, что происходит в клипе к песне «On Melancholy Hill».

### Нудл Киборг

Настоящая Нудл на рождественской открытке группы Gorillaz

Некоторое время спустя Мёрдок находит частицы ДНК Нудл и на их базе создаёт Нудл Киборга, «злую версию Нудл» в синем берете, фигурирующую в мире альбома «Plastic Beach». Нудл Киборг обладает частью памяти прежней Нудл, умеет играть на гитаре, а также имеет пулемёт во рту.
Новая Нудл появляется в клипе к песне «Stylo» из альбома «Plastic Beach» (2010). В самом начале клипа Мёрдок вместе с Киборг Нудл и 2D едут на машине Chevrolet Camaro 1969 по длинному шоссе, отстреливаясь от злобного преследователя, но во время погони Киборг Нудл простреливают голову, из-за чего она ломается на некоторое время. После, на подводной лодке, Мёрдок и 2D её чинят и прибывают втроём на Пластиковый Пляж, где уже разворачиваются остальные события.

### Возвращение настоящей Нудл
Спустя четыре года после её исчезновения, Нудл решила воссоединиться с членами группы. Впервые она появилась в клипе на «On Melancholy Hill», где находилась на борту круизного лайнера М. Гарриет и носила маску. Во время плавания член экипажа сообщил ей, что корабль атакован пиратами, и он был послан, чтобы сопроводить её в спасательную шлюпку. Ничего не ответив, Нудл открыла свой чемодан и вооружилась пистолетом-пулемётом Томпсона. Она сбила один вражеский самолёт, но была вынуждена покинуть лайнер, так как он начал уходить под воду из-за сброшенной вторым самолётом бомбы. Позже её шлюпку находит сильно увеличившийся в размерах Рассел, и они вместе продолжают свой путь к Пластиковому Пляжу.
В конце концов они прибыли на остров, но, в связи с атакой пиратов, Рассел решает забрать Нудл и уплыть.
Вскоре где-то около Японии Рассела приняли за кита и словили гарпуном. Ему удалось вывернуться, но в процессе Нудл пропала среди кроваво-красной воды.

## Голос персонажа
Голосом Нудл на первых синглах группы (кроме «19-2000») была Михо Хатори. Начиная с 2000 года, персонажа озвучивала японская актриса Харука Курода (по 2016 год). Она также озвучила Нудл во время первого платинового тура группы в 2005 году.
Девушку-подростка также озвучивали Тина Уэймут из Talking Heads (в треке «19-2000»), Рози Уилсон (трек «DARE») и Харука Абэ (с 2018).

## Музыкальное представление персонажа
Гитарные партии за Нудл исполняли Саймон Катц, Саймон Тонг из The Verve и Албарн.